# União das Cidades Capitais Luso-Afro-Américo-Asiáticas
Die União das Cidades Capitais Luso-Afro-Américo-Asiáticas (UCCLA), zu Deutsch „Union der luso-afro-amerikanisch-asiatischen Hauptstädte“, ist ein internationaler Verbund von Städten portugiesischsprachiger Länder. Dem am 28. Juni 1985 gegründeten Verbund gehören heute 23 vollwertige Mitglieder an, des Weiteren sind 27 Städte „assoziierte Mitglieder“ und fünf Städte haben einen Beobachterstatus.

## Geschichte
Die Initiative für die Gründung des Städteverbunds ging vom Lissabonner Bürgermeister Nuno Krus Abecasis aus, inspiriert von dem 1982 gegründeten iberoamerikanischen Städteverbund (Unión de Ciudades Capitales Iberoamericanas). Die Gründung des Städteverbunds fand am 28. Juni 1985 im Kulturzentrum des Padrão dos Descobrimentos statt, sechs weitere Städte bzw. deren Bürgermeister traten der Initiative bei: Bissau (Francisca Pereira), Maputo (Alberto Massavanhane), Praia (Felix Gomes Monteiro), Rio de Janeiro (Laura de Macedo), São Tomé (Gaspar Ramos) und Macau (Carlos Algéos Ayres).
Ziel des Städteverbunds sind, laut Statuten, die Schaffung enger Beziehungen zwischen den beteiligten Städten, sowie die Förderung von Frieden, gutem Leben und wirtschaftlicher Entwicklung.

## Arbeitsweise
Die UCCLA hat ihren Sitz in der portugiesischen Hauptstadt Lissabon. Ursprünglich hatte stets der Lissabonner Bürgermeister den Vorsitz des Verbundes, erst nach einer Statutenänderung ist diese nun rotierend. Der Verbund ist nach portugiesischem Vereinsrecht organisiert und hat demnach eine gewählte ständige Leitung der Mitgliederversammlung (Mesa da Assembleia Geral), eine Exekutivkommission (Comissão Executiva), eine Prüfausschuss (Conselho Fiscal) sowie einen Generalsekretariat (Secretaria Geral).
Vorsitzender des Verbundes ist für die Amtszeit 2017–2019 José Cassandra, Gouverneur der Autonomen Region von Príncipe (São Tomé e Príncipe). Generalsekretär ist Vítor Ramalho.

## Mitglieder
Laut Informationen des Internetauftritts der UCCLA gehören ihr heute 23 vollwertige Mitglieder an, des Weiteren sind 27 Städte „assoziierte Mitglieder“, fünf Städte haben einen Beobachterstatus. Es gibt zudem eine weitere Anzahl an Fördermitglieder (vornehmlich Unternehmen). Vollwertige Mitglieder sind:
- Angra do Heroísmo (Portugal), seit 17. Mai 2013
- Benguela (Angola), seit 10. Mai 2011
- Bissau (Guinea-Bissau), seit 1985 (Gründungsmitglied)
- Bolama (Guinea-Bissau), seit 2000
- Brasília (Brasilien), seit 1986
- Cacheu (Guinea-Bissau), seit 1989
- Coimbra (Portugal), seit 7. Mai 2010
- Díli (Osttimor), seit 2001
- Guimarães (Portugal), seit 1990
- Ilha de Moçambique (Portugal), seit 1994
- Lissabon (Portugal), seit 1985 (Gründungsmitglied)
- Luanda (Angola), seit 1985 (Gründungsmitglied)
- Macau (China), seit 1985 (Gründungsmitglied)
- Maputo (Mosambik), seit 1985 (Gründungsmitglied)
- M’banza Kongo (Angola), seit 16. April 2015
- Oe-Cusse Ambeno (Osttimor), seit 2004
- Porto (Portugal), seit 31. Mai 2016
- Praia (Kap Verde), seit 1985 (Gründungsmitglied)
- Ribeira Grande de Santiago (Kap Verde), seit 25. November 2006
- Rio de Janeiro (Brasilien), seit 1985 (Gründungsmitglied)
- Salvador (Brasilien), seit 1995
- Santo António do Príncipe (São Tomé e Príncipe), seit 1993
- São Tomé/Água Grande (São Tomé e Príncipe), seit 1985 (Gründungsmitglied)